# Джастін Руїс
Джастін Руїс (англ. Justin Ruiz; нар. 9 серпня 1979, Солт-Лейк-Сіті, штат Юта) — американський борець греко-римського стилю, бронзовий призер чемпіонату світу, чотириразовий чемпіон та бронзовий призер Панамериканських чемпіонатів, чемпіон та срібний призер Панамериканських ігор, срібний призер Кубку світу.

## Життєпис
Боротьбою почав займатися з 1994 року.
Виступав за Нью-Йоркський атлетичний клуб. Тренери — Момир Петкович, Анатолій Петросян, Стів Фрейзер, Марк Маннінг, Грег Вільямс, Марк Фаллер, Марк Кемпбелл.
Після поразки від співвітчизника Адама Вілера, результатом якої було не потрапляння на літні Олімпійські ігри 2008 року в Пекіні, Джастін Руїс не виходив на килим впродовж 17 місяців. Поразка була для нього болісною, бо він давно мріяв боротися на Олімпіаді, і несподіваною, бо до того він багато разів перемагав свого супротивника. Втім, Адам Вілер доволі успішно виступив у Пекіні, завоювавши бронзову медаль. Під час перерви у спортивній кар'єрі Джастін Руїс працював в Еванстоні, штат Вайомінг, у фірмі, яка обслуговує нафтові та газові компанії. У 2009 році він повернувся на килим, остаточно повісивши борцівки на гвіздок через три роки, після того, як знову не потрапив на літні Олімпійські ігри 2012 року в Лондоні. Працює помічником з іпотечного кредитування.

## Спортивні результати на міжнародних змаганнях

### Виступи на Чемпіонатах світу
| Змагання                        | Збірна | Вагова категорія                 | Місце  |
| ------------------------------- | ------ | -------------------------------- | ------ |
| Чемпіонат світу з боротьби 2003 | США    | греко-римська боротьба, до 96 кг | 27     |
| Чемпіонат світу з боротьби 2005 | США    | греко-римська боротьба, до 96 кг | Бронза |
| Чемпіонат світу з боротьби 2006 | США    | греко-римська боротьба, до 96 кг | 12     |
| Чемпіонат світу з боротьби 2007 | США    | греко-римська боротьба, до 96 кг | 13     |
| Чемпіонат світу з боротьби 2010 | США    | греко-римська боротьба, до 96 кг | 5      |
| Чемпіонат світу з боротьби 2011 | США    | греко-римська боротьба, до 96 кг | 20     |

### Виступи на Панамериканських чемпіонатах
| Змагання                                   | Збірна | Вагова категорія                 | Місце  |
| ------------------------------------------ | ------ | -------------------------------- | ------ |
| Панамериканський чемпіонат з боротьби 2007 | США    | греко-римська боротьба, до 96 кг | Золото |
| Панамериканський чемпіонат з боротьби 2008 | США    | греко-римська боротьба, до 96 кг | Золото |
| Панамериканський чемпіонат з боротьби 2010 | США    | греко-римська боротьба, до 96 кг | Золото |
| Панамериканський чемпіонат з боротьби 2011 | США    | греко-римська боротьба, до 96 кг | Золото |
| Панамериканський чемпіонат з боротьби 2012 | США    | греко-римська боротьба, до 96 кг | Бронза |

### Виступи на Панамериканських іграх
| Змагання                  | Збірна | Вагова категорія                 | Місце  |
| ------------------------- | ------ | -------------------------------- | ------ |
| Панамериканські ігри 2003 | США    | греко-римська боротьба, до 96 кг | Срібло |
| Панамериканські ігри 2007 | США    | греко-римська боротьба, до 96 кг | Золото |

### Виступи на Кубках світу
| Змагання                    | Збірна | Вагова категорія                 | Місце  |
| --------------------------- | ------ | -------------------------------- | ------ |
| Кубок світу з боротьби 2003 | США    | греко-римська боротьба, до 96 кг | Срібло |
| Кубок світу з боротьби 2007 | США    | греко-римська боротьба, до 84 кг | 7      |
| Кубок світу з боротьби 2007 | США    | греко-римська боротьба, до 96 кг | 7      |

### Виступи на інших змаганнях
| Змагання                                                               | Збірна | Вагова категорія                 | Місце  |
| ---------------------------------------------------------------------- | ------ | -------------------------------- | ------ |
| Міжнародний меморіал Дейва Шульца 2004                                 | США    | греко-римська боротьба, до 96 кг | Бронза |
| Міжнародний меморіал Дейва Шульца 2005                                 | США    | греко-римська боротьба, до 96 кг | Бронза |
| Чемпіонат світу з боротьби серед студентів 2005                        | США    | греко-римська боротьба, до 96 кг | 5      |
| Міжнародний меморіал Дейва Шульца 2007                                 | США    | греко-римська боротьба, до 96 кг | Золото |
| Міжнародний меморіал Дейва Шульца 2008                                 | США    | греко-римська боротьба, до 96 кг | Золото |
| Міжнародний меморіал Дейва Шульца 2010                                 | США    | греко-римська боротьба, до 96 кг | Золото |
| Турнір Івана Піддубного 2011                                           | США    | греко-римська боротьба, до 96 кг | 19     |
| Міжнародний меморіал Дейва Шульца 2011                                 | США    | греко-римська боротьба, до 96 кг | 5      |
| Гран-прі Словенії з боротьби 2011                                      | США    | греко-римська боротьба, до 96 кг | Срібло |
| Турнір Дана Колова — Николи Петрова 2011                               | США    | греко-римська боротьба, до 96 кг | Бронза |
| Золотий Гран-прі з боротьби 2011 (Сомбатгей)                           | США    | греко-римська боротьба, до 96 кг | 23     |
| Золотий Гран-прі з боротьби 2011 (Баку)                                | США    | греко-римська боротьба, до 96 кг | 8      |
| Кубок Владислава Пітласинські 2011                                     | США    | греко-римська боротьба, до 96 кг | 7      |
| Міжнародний меморіал Дейва Шульца 2012                                 | США    | греко-римська боротьба, до 96 кг | Срібло |
| Кубок Гранми з боротьби 2012                                           | США    | греко-римська боротьба, до 96 кг | 5      |
| Олімпійський кваліфікаційний турнір з боротьби 2012 (Кіссіммі-Орландо) | США    | греко-римська боротьба, до 96 кг | Бронза |
| Олімпійський кваліфікаційний турнір з боротьби 2012 (Тайюань)          | США    | греко-римська боротьба, до 96 кг | 17     |
| Олімпійський кваліфікаційний турнір з боротьби 2012 (Гельсінкі)        | США    | греко-римська боротьба, до 96 кг | 17     |

### Виступи на змаганнях молодших вікових груп
| Змагання                                      | Збірна | Вагова категорія                 | Місце |
| --------------------------------------------- | ------ | -------------------------------- | ----- |
| Чемпіонат світу з боротьби серед юніорів 1997 | США    | греко-римська боротьба, до 90 кг | 6     |
| Чемпіонат світу з боротьби серед юніорів 1998 | США    | греко-римська боротьба, до 90 кг | 10    |